# Anders Wilhelm Holm
Anders Wilhelm Sandberg Holm, född 21 december 1878, död 29 september 1959, var en dansk författare.
Anders Wilhelm Holm som verkade som journalist och förlagskonsulent, debuterade som författare 1905 med Digte och skrev sedan erotisk lyrik (Kærlighedsdigte 1911, Drøm og Længsel 1920) och nationellt betonad poesi (Sange og Digte 1913, Fredlys din Jord 1917, Det nye Danmark 1922). Flera av hans formellt eleganta dikter har tonsatts, bland annat Farbrors Børne-rim (1916). En Samlede Digte utkom 1928.